# SN 2004hv
SN 2004hv – supernowa typu II odkryta 22 września 2004 roku w galaktyce A234825+0103. W momencie odkrycia miała maksymalną jasność 20,20m.